# Lucusta
Lucusta, nota anche come Locusta (Gallia, ... – Roma, 9 gennaio 69), fu una delle prime avvelenatrici seriali della storia. Gli omicidi a lei sicuramente attribuiti oscillano fra cinque e sette, ma il conteggio potrebbe essere più alto.

## Biografia
Nata in un luogo imprecisato della Gallia, si trasferì adolescente a Roma. Possedeva un emporio sul colle Palatino, dove vendeva veleni ed elisir di ogni tipo; aveva una buona conoscenza sulla farmacologia ed era molto popolare come avvelenatrice. Era molto richiesta soprattutto dalle classi ricche per sbarazzarsi di parenti o amanti, ma talvolta usò le sue conoscenze anche per diletto personale.
Venne chiamata da Agrippina Minore per uccidere l'Imperatore Claudio, forse avvelenato con un piatto di funghi. Nel 55 fu condannata a morte per questo omicidio, ma Nerone, venutone a conoscenza, mandò un tribuno del pretorio per salvarla dall'esecuzione. In cambio di ciò, le fu ordinato di avvelenare Britannico. Riuscita nel suo obiettivo, ebbe da Nerone il perdono e perfino possedimenti terrieri. Quando scoppiò l'ultima rivolta contro Nerone, fornì del veleno all'imperatore, probabilmente perché lo usasse per suicidarsi.
Sette mesi dopo il suicidio di Nerone, Lucusta fu condannata a morte dall'imperatore Galba, condotta in catene per tutta Roma e giustiziata durante le Agonalia dedicate a Giano. Non si sa di preciso con quale metodo venne giustiziata: la leggenda vuole che sia stata violentata a morte da una giraffa e poi fatta a pezzi da vari animali feroci, ma si ritiene altamente improbabile. Un'altra ipotesi vuole che sia stata strangolata e il suo cadavere dato successivamente alle fiamme.

## Retaggi culturali
Una delle prime citazioni di Locusta nella letteratura è nelle Satire di Giovenale, dove si parla di una donna che "alle sue parenti inesperte insegna, meglio di Locusta, come seppellire le spoglie grigie dei mariti tra le chiacchiere della gente".
Alexandre Dumas, ne Il conte di Montecristo, cita Locusta come "uno di quegli orribili e misteriosi fenomeni che ciascun secolo produce" e che la sua esistenza, assieme a quella di Agrippina Minore, costituiva "un'eccezione che provava l'ira del destino per perdere l'Impero romano contaminato da tanti delitti".